# NGC 1326
NGC 1326 est une galaxie lenticulaire située dans la constellation du Fourneau. Elle a été découverte par l'astronome britannique John Herschel en 1837.

## Caractéristiques
NGC 1326 présente une large raie HI.

### Distance
Sa vitesse par rapport au fond diffus cosmologique est de 1 252 ± 8 km/s, ce qui correspond à une distance de Hubble de 18,5 ± 1,3 Mpc (∼60,3 millions d'al).
À ce jour, 17 mesures non basées sur le décalage vers le rouge (redshift) donnent une distance de 14,949 ± 3,493 Mpc (∼48,8 millions d'al), ce qui est à l'intérieur des valeurs de la distance de Hubble. Notons cependant que c'est avec la valeur moyenne des mesures indépendantes, lorsqu'elles existent, que la base de données NASA/IPAC calcule le diamètre d'une galaxie et qu'en conséquence le diamètre de NGC 1326 pourrait être d'environ 32,5 kpc (∼106 000 al) si on utilisait la distance de Hubble pour le calculer.

### Luminosité dans l'infrarouge
La luminosité de NGC 1326 dans l'infrarouge lointain (de 40 à 400 µm)  est égale à 5,01 × 109 {\displaystyle L_{\odot }} (109,70{\displaystyle L_{\odot }}) et sa luminosité totale dans l'infrarouge (de 8 à 1 000 µm) est de 6,92 × 109 {\displaystyle L_{\odot }} (109,84{\displaystyle L_{\odot }}).

## Morphologie
NGC 1326 a été utilisée par Gérard de Vaucouleurs comme une galaxie de type morphologique (R1)SAB(r)0/a dans son atlas des galaxies,.

### Un disque entourant le noyau

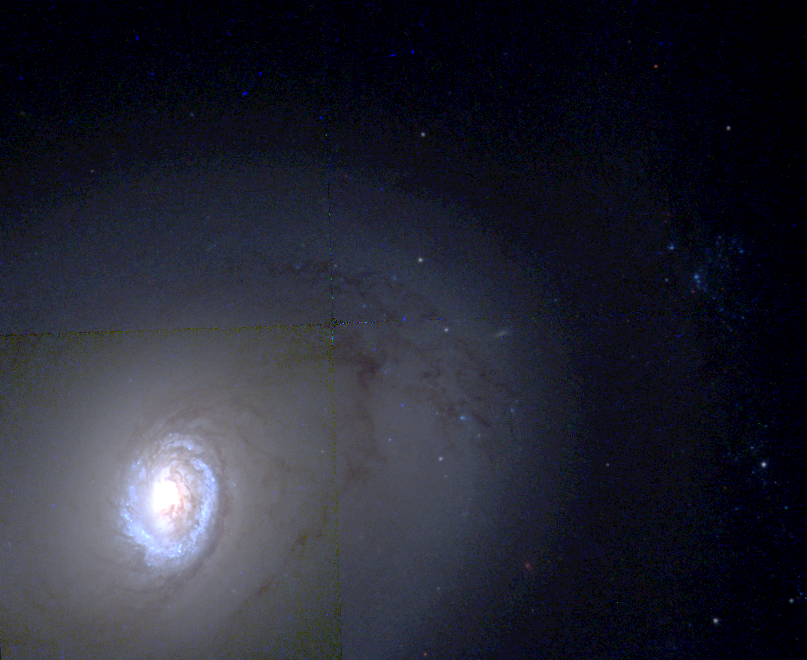
Le disque entourant le noyau de NGC 1326 par le télescope spatial Hubble

Grâce aux observations du télescope spatial Hubble, on a détecté un disque de formation d'étoiles autour du noyau de NGC 1326. La taille de son demi-grand axe est estimée à 480 pc (~1565 années-lumière).

## Groupe de NGC 1399 et amas du Fourneau
NGC 1326 fait partie du groupe de NGC 1399. Ce groupe fait partie de l'amas du Fourneau et il comprend au moins 42 galaxies, dont NGC 1336, NGC 1339, NGC 1344 (=NGC 1340), NGC 1351, NGC 1366, NGC 1369, NGC 1373, NGC 1374, NGC 1379, NGC 1387, NGC 1399, NGC 1406, NGC 1419, NGC 1425, NGC 1427, NGC 1428, NGC 1437 (=NGC 1436), NGC 1460, IC 1913 et IC 1919 . La désignation FCC 29 indique que NGC 1326 est un membre de l'amas du Fourneau dans le catalogue de Henry Ferguson,.